# Men (film)
Men är en brittisk skräckfilm från 2022. För manus och regi står Alex Garland.
Filmen handlar om Harper, som efter att hennes make tagit livet av sig åker tar in på ett hus i Herefordshire i den engelska landsbygden. Väl där blir hon på olika sätt trakasserad av männen i byn, som alla gestaltas av samma skådespelare. Bland annat börjar en naken och hemlös man förfölja henne och en präst försöker skuldbelägga henne för hennes makes självmord.

## Rollista (i urval)
- Jessie Buckley – Harper
- Rory Kinnear – männen i byn